# Saucony
Saucony (englische Aussprache: [ˈsɔːkəni]) ist ein US-amerikanischer Sportschuhhersteller. 
Die Wurzeln der Marke gehen zurück zum Jahre 1910, als der russische Immigrant Abraham Hyde einen Schuhladen in Cambridge, Massachusetts gründete. Aufgrund des großen Sortiments an Laufschuhen ist Saucony in Europa in erster Linie bei Laufsportlern bekannt. 

## Name
Das Wort „Saucon“ (s. Abschnitt „Geschichte“) stammt aus einer Sprache der amerikanischen Ureinwohner und bedeutet „schnell fließender Fluss“.

## Geschichte
1898 gründeten vier Geschäftsleute an den Ufern des Baches Saucony Creek (heute Sacony Creek) in Kutztown, Pennsylvania, die Firma Saucony. Zwölf Jahre später eröffnete Abraham Hyde unabhängig davon ein Schuhgeschäft unter dem Namen A.R. Hyde & Sons. Die Firma produzierte Slipper, die aus Überresten von Bodenbelägen und Kleidung hergestellt wurden und die ein großer Erfolg waren. Weitere 22 Jahre später, im Jahr 1932, erweiterte Hyde das Sortiment mit Rollschuhen. Dies war das erste Schuhwerk des Herstellers, das speziell für eine Sportart entwickelt wurde. Kurze Zeit später wurde 1938 die Hyde Athletic-Reihe mit Baseball- und Bowlingschuhen sowie Rollerskates erweitert. Nach Ausbruch des Zweiten Weltkriegs produzierte Hyde ab 1942 Stiefel für die amerikanischen Streitkräfte. Ein Meilenstein der Firmengeschichte markierte das Jahr 1963, in dem die Firma Hyde die Schuhe herstellte, die erstmals von einem amerikanischen Astronauten während eines Raumspaziergangs getragen wurden. Der Zusammenschluss mit der Saucony Shoe Manufacturing Company, einem Hersteller für Laufschuhe, erfolgte fünf Jahre später. Saucony erlangte große Bekanntheit im Jahr 1977, als die Schuhe der Firma von einem US-Magazin mit dem prestigeträchtigen „Best Quality Award“ ausgezeichnet wurden. Die darauf folgende Bekanntheit begründete Sauconys Ruf. Drei Jahre später präsentierte Saucony mit dem ‚Trainer 80’ den ersten rutschfesten Laufschuh auf dem Markt. Kurz darauf präsentierte Saucony den ‚Jazz’, der der technisch modernste Laufschuh seiner Zeit war. Dies war auch der erste Schuh, der die charakteristische Saucony-Passform hatte.
Anfang der 1990er Jahre wurde der ‚Shadow 6000’ vorgestellt, der eine Kombination aus einer geformten EVA- und PU-Mittelsohle hat, die ein Maximum an Dämpfung und Komfort geboten hat. Gleichzeitig führte Saucony das Grid-System ein, das erste Dämpfungssystem, das Dämpfung und Stabilität vereint. Die eigentliche Geburtsstunde der Marke Saucony erfolgte im Jahr 1998, als Hyde Athletic Industries, Inc. seinen Namen offiziell in Saucony, Inc. umänderte. Als Meilensteine im 21. Jahrhundert ist insbesondere die Flexion-Plate-Technologie im ‚Grid Sinister‘ und im ‚ProGrid Paramount‘ erwähnenswert. Die Flexion-Plate-Technologie wurde mit dem „International Best Innovation Award“ des Runner’s World Magazines ausgezeichnet. Im Jahr 2009 gewann Saucony weitere Schuh-Auszeichnungen: „Best Update“ für den ‚ProGrid Stabil CS‘, „Best Debut“ für den ‚ProGrid Echelon‘ und den „Editor’s Choice Award“ für den ‚ProGrid Omni 8‘.
Im Juni 2005 gab die Stride Rite Corporation, mit Sitz in Lexington, Massachusetts, bekannt, die Firma Saucony zu übernehmen. Die Stride Rite Corporation wurde 2007 von Payless ShoeSource übernommen und mit dieser zu Collective Brands vereint. 2012 wurde Saucony und andere Marken von Collective Brands an Wolverine World Wide verkauft. 2019 ging Wolverine World Wide ein Joint Venture mit dem chinesischen Unternehmen Xtep ein zwecks Vertrieb der Marken Saucony und Merrell in Festlandchina, Hongkong und Macau.

### Bemerkenswerte Erfolge
- 1983 Der Saucony-Athlet Rod Dixon aus Neuseeland gewinnt den New-York-City-Marathon in einem der dramatischsten Endspurts aller Zeiten.
- 1985 Die Saucony-Athletin Lisa Larsen Weidenbach erreicht während des 89. Boston Marathons den ersten Platz.
- 1994 Saucony-Athlet Greg Welch gewinnt den Ironman World Triathlon in Kona, Hawaii.

## Sponsoring
Von 2010 bis 2011 war Saucony offizieller Sponsor des Challenge Roth. Neben Anzeigen und klassischer Bandenwerbung wurde zum Beispiel ein eigener Schuh in limitierter Auflage herausgebracht.
Saucony ist Sponsor des Köln-Marathon. Im Zuge des Sponsorings erschien der Schuh Kinvara 7 in der Limited Edition „Kinvara Köln“.